# Trentepohlia limata
Trentepohlia limata är en tvåvingeart som beskrevs av Alexander 1973. Trentepohlia limata ingår i släktet Trentepohlia och familjen småharkrankar. Inga underarter finns listade i Catalogue of Life.